# Польова епідеміологія
Польова епідеміологія - це галузь епідеміології, що перебачає застосування епідеміологічних методів до несподіваних проблем зі здоров'ям, коли для своєчасного втручання необхідне швидке розслідування на місці.

## Загальні відомості
Польова епідеміологія використовується при розслідування епідемій та спалахів для забезпечення заходів захисту та покращення здоров’я населення. Польовим епідеміологам доводиться мати справу з несподіваними, часом терміновими проблемами, які вимагають негайного вирішення. Методи польової епідеміології призначені для відповіді на конкретні епідеміологічні питання з метою планування, реалізації та/або оцінки втручань у сфері громадського здоров’я. Ці дослідження враховують потреби тих, хто використовуватиме результати. Завдання польового епідеміолога не буде завершено, доки результати дослідження не будуть чітко вчасно повідомлені зацікавленим сторонам та не буде здійснено інтервенцій для покращення здоров’я населення.

## Field Epidemiology Training Programs
Програми підготовки з польової епідеміології (FETP) - це дворічні навчальні програми громадського здоров'я, створені за моделлю Epidemic Intelligence Service (EIS) Центрів контролю та профілактики захворювань США (CDC). FETP створюються в міністерствах охорони здоров’я приймаючої країни для посилення епідеміологічного потенціалу кадрів громадського здоров’я та реагування на надзвичайні ситуації у сфері громадського здоров'я. Розвиваючи навички працівників і зміцнюючи системи охорони здоров’я, в яких вони працюють, FETP також допомагають країнам відповідати основним вимогам щодо нагляду та реагування відповідно до переглянутих Міжнародних медико-санітарних правил (IHR, 2005).
Керівним принципом навчальної моделі FETP є «навчання через дію» - концепція, яка є аналогом медичної резидентури (під час якої лікарі набувають досвіду на роботі, вивчаючи та практикуючи необхідні навички, щоб стати здібними клініцистами); однак багато програм FETP відкриті для широкого кола медичних працівників, а не лише для лікарів. Стажери FETP, або «резиденти», проводять приблизно 25 відсотків свого часу в класі, вивчаючи принципи епідеміології, епідеміологічного нагляду за хворобами, розслідування спалахів та біостатистики. Інші 75 відсотків свого часу проводять у польових умовах, де «вчаться на практиці», беручи участь у розслідуванні спалахів, допомагають створювати та оцінювати системи епіднагляду за хворобами, розробляти та проводити дослідження проблем сфери громадського здоров’я в їхній країні, та навчання інших медичних працівників. Польова робота зазвичай проводиться під наглядом та керівництвом досвідченого наставника.
Резиденти FETP були залучені до ініціатив із запобігання та боротьби з інфекційними захворюваннями глобального значення для охорони здоров’я, включаючи поліомієліт, холеру, туберкульоз, ВІЛ, малярію та нові інфекційні захворювання тваринного походження (наприклад, SARS, вірус Nipah та пташиний грип). Багато резидентів також працювали над тим, щоб зменшити тягар неінфекційних захворювань, таких як захволрювання серцево-судинної системи, рак і діабет, а також проблеми з екологічною чи професійною гігієною.
Програма була започаткована у 1951 році Центром контролю та профілактики захворювань США. Перша програма за межами Сполучених Штатів була заснована у Канаді в 1975 році. У 1980 році уряд Таїланду звернувся до CDC з проханням про допомогу для створення власної програми, фінансування якої спочатку надало Агентство США з міжнародного розвитку (USAID). Відтоді CDC допоміг створити програми FETP у 41 країні світу, які підготували понад 2500 випускників із 61 країни. Понад 80% резидентів залишаються у своїх країнах, багато з них стають лідерами в системі громадського здоров’я.

## Мережа FETP
Багато країн, які беруть участь у FETP, співпрацюють із Training Programs in Epidemiology and Public Health Interventions Network (TEPHINET), глобальною мережею програм польової та прикладної епідеміологічної підготовки, щоб обмінюватися ресурсами та передовим досвідом. Існують також регіональні мережі FETP, зокрема: Африканська польова епідеміологічна мережа (AFENET), Східно-Середземноморська мережа громадського здоров’я (EMPHNET), RedSur (мережа латиноамериканських FETP) і Південно-Азіатська польова епідеміологічна та технологічна мережа (SAFETYNET).
Європейський центр профілактики та контролю захворювань (ECDC) у 1995 році створив Європейську програму навчання інтервенційній епідеміології (EPIET). Її мета полягала у створенні мережі висококваліфікованих польових епідеміологів у Європейському Союзі, тим самим зміцнюючи систему громадського здоров’я. Нинішні випускники EPIET надають досвід роботи з реагування та зміцнення потенціалу епіднагляду і контролю за інфекційними захворюваннями в ЄС та за його межами. У 2006 році EPIET був інтегрований в основну діяльність ECDC. Європейська програма навчання з мікробіології громадського здоров’я (EUPHEM) була ініційована ECDC у 2008 році. Програма EUPHEM є унікальною програмою. Метою курсу мікробіології громадського здоров’я (EUPHEM) є надання найсучаснішої підготовки з мікробіології, що дозволить його стипендіатам застосовувати мікробіологічні та епідеміологічні методи до широкого кола проблем громадського здоров’я в Європі.
У 2016 році EPIET і EUPHEM стали Програмою стипендій ECDC, консолідуючи таким чином узгодження адміністративних процесів і основних аспектів навчальної програми.
EPIET має дуже активну мережу випускників, яка була створена в 2000 році, щоб допомогти розвинути та підтримувати мережу європейських польових епідеміологів, які брали участь у Європейській програмі навчання інтервенційній епідеміології (EPIET). Тепер мережа також включає випускників Європейської програми навчання мікробіології громадського здоров’я (EUPHEM) та інших європейських програм навчання польових епідеміологів (FETP). Як показують регулярні опитування учасників, «мережа професіоналів, які знають один одного, розмовляють однією «мовою» та можуть легко отримати доступ до досвіду один одного, є важливим ресурсом для європейської та глобальної громадської охорони здоров’я, який слід розвивати, заохочуючи більше співпраці, присвяченої професійному розвитку».

## FETP в Україні
В Україні програма реалізується в рамках Інтервенційної епідеміологічної служби - Україна на базі Центру громадського здоров'я.

### Рівні програми
В Україні доступні три рівні програми ІЕС: базовий, проміжний та просунутий.
| Критерії порівняння                                                      | Базовий рівень (Frontline)                                                                    | Проміжний рівень (Intermediate)                                                    | Просунутий рівень (Advanced)                                                       |
| ------------------------------------------------------------------------ | --------------------------------------------------------------------------------------------- | ---------------------------------------------------------------------------------- | ---------------------------------------------------------------------------------- |
| Цільова аудиторія (учасники)                                             | Працюють здебільшого на районному та обласному рівнях                                         | Працюють здебільшого на обласному та національному рівнях                          | Працюють здебільшого на обласному та національному рівнях                          |
| Тривалість навчання                                                      | 11–12 тижнів                                                                                  | 9 місяців                                                                          | 2 роки                                                                             |
| Розмір когорти                                                           | 20 резидентів                                                                                 | 16 резидентів                                                                      | 16 резидентів                                                                      |
| Аудиторне навчання                                                       | 2 тижні                                                                                       | 7 тижнів                                                                           | 8 тижнів                                                                           |
| Позааудиторна робота                                                     | 9–10 тижнів                                                                                   | 29–33 тижні                                                                        | 78–83 тижні                                                                        |
| Активності з епіднагляду у секторі громадського здоров’я                 | Створення баз даних на основі даних епіднагляду, аналіз даних, написання коротких звітів      | Оцінювання і вдосконалення систем епіднагляду, аналіз даних епіднагляду            | Оцінювання і вдосконалення систем епіднагляду, аналіз даних епіднагляду            |
| Польові активності (розслідування спалахів, епідеміологічні дослідження) | Участь у збиранні даних під час досліджень, участь у розслідуванні випадків/спалахів          | Організація та здійснення досліджень, розслідування спалахів                       | Організація та здійснення досліджень, розслідування спалахів                       |
| Активності з документального оформлення                                  | Складання простих внутрішніх звітів на основі аналізу даних епіднагляду, розробка презентацій | Розробка та оприлюднення презентацій на конференціях, написання статей, абстрактів | Розробка та оприлюднення презентацій на конференціях, написання статей, абстрактів |

### Польова робота
Резидент-радник із директором Інтервенційної епідеміологічної служби - Україна та епідеміологом добирають польовий проєкт з належним обґрунтуванням і з огляду на потреби держави, інтереси мешканців, їхні досвід і навички, серед наступних:
- надзвичайні події у сфері громадського здоров’я. Розслідування і реагування на спалахи та інші надзвичайні ситуації у сфері ГЗ є важливою частиною польової роботи IEС. За потреби «медичні детективи» ІЕС будуть відряджені на місця розгортання подій у країні, щоб допомогти урядові у важливих розслідуваннях і реагуванні на НС;
- діяльність з нагляду. Мешканці відстежують вхідні дані нагляду для оперативного виявлення спалахів. Вони будуть повністю залучені до розробки систем нагляду, їх удосконалення та оцінювання;
- плановані епідеміологічні дослідження є обов’язковим елементом практичної підготовки. Теми добирають відповідно до пріоритетів громадського здоров’я України, включно із програмами вертикального контролю. Завдяки цим дослідженням мешканці отримають достовірні дані для підтримки прийняття рішень на основі доказової інформації;
- презентація наукового курсу на міжнародних конференціях. Резиденти програми матимуть змогу презентувати свої дослідження на міжнародних наукових конференціях за рахунок програми ІЕС;
- заохочується публікація досліджень резидентів у міжнародних та місцевих журналах.